# Cissusa mucronata
Cissusa mucronata là một loài bướm đêm trong họ Erebidae.